# Pic Ritscher
Le pic Ritscher est un sommet situé en Antarctique à 11 km à l'ouest-sud-ouest du mont Mentzel dans les monts Gruber en terre de la Reine-Maud.

## Histoire
Le pic a été découvert et cartographié par la troisième expédition antarctique allemande de 1938-1939 et a été nommé en l'honneur du capitaine Alfred Ritscher, chef de l'expédition.